# Лінія 3 Афінського метрополітену
Лінія 3, або Синя лінія (грец. Γραμμή 3, μπλε γραμμή) — одна з трьох ліній Афінського метрополітену. Лінію обслуговує товариство «Оператор Афінського метрополітену» (грец. Αττικό μετρό εταιρεία λειτουργίας). Лінія складається з двох секцій: підземної частини завдовжки 17 км з 17 станціями та спільної з приміськими потягами Проастіакос наземної гілки завдовжки 21,2 км з 4 станціями, яка сполучає північну частину Афін з аеропортом «Елефтеріос Венізелос». Час проїзду всією лінією — 48 хвилин, від «Егалео» до «Дукіссіс-Плакентіас» — 25 хвилин..
Лінія проходить з заходу на північний схід, сполучаючи західне передмістя Егалео з центром Афін (район Монастиракі та площа Синтагма) та північно-східними передмістями Холаргос та Халандрі. За станцією «Дукіссіс-Плакентіас» лінія повертає на південь та через міста Палліні, Пеанія, Кантза та Коропі веде до аеропорту «Елефтеріос Венізелос».

## Історія
В початкових планах (з 1950-х років) лінія 3 не виділялася в окрему лінію, а планувалася як гілка сучасної лінії 2 від площі Синтагма до району Абелокіпі на сході. У 1980-х це відгалуження було виділено в окрему лінію, а наприкінці 1980-х був розроблений проєкт лінії. Згідно з ним вона мала сполучати район Керамікос на заході, де станція планувалася за 200 м на північ від «Тісіо», з Міністерством оборони Греції у районі Пентагоно .
Реалізація проєкту розпочалася навесні 1992 року. Влітку того ж року розпочалися археологічні роботи в місцях розташування майбутніх станцій, які тривали до кінця 1997 року, та ввійшли в історію як найбільші за всю історію Афін. Паралельно, з лютого 1993 року до весни 1998 року, тривало будівництво тунелів, які прокладалися на безпечній глибині 18 метрів, нижче від шару, який являє археологічну цінність. В ході цих робіт було скорочено лінію спочатку через проблеми з ґрунтами до станції «Монастиракі», а потім, через потребу в триваліших археологічних роботах, — до станції «Синтагма». До кінця зими 1999 року було завершено роботу над будівництвом станцій першої черги, а восени вже було завершене архітектурне оформлення станцій. У грудні 1999 — січні 2000 року проходило тестування та пробний запуск нової лінії.
28 січня 2000 року відбулося урочисте відкриття першої черги нової лінії: від станції «Синтагма» з пересадкою на Лінію 2 до станції «Етнікі-Аміна» на північному сході. Стартова ділянка має довжину 6,440 кілометрів та 7 станцій. Лише восени 2002 року, через 10 років після їх початку, були завершені археологічні роботи на ділянці до станціх «Монастиракі». На той час вже було практично завершене прокладання тунелів та інженерні роботи, і вже на початку 2003 року відбувся пробний запуск ділянки. Офіційне відкриття станції разом з 1,4 км гілкою до «Синтагми» відбулося 22 квітня 2003 року.
У рамках програми будівництва другої фази метро до Олімпійських ігор 2004 року в 2004 році довжина лінії була збільшена майже вчетверо. Для забезпечення сполучення між центром Афін та аеропортом «Елефтеріос Венізелос» було продовжено лінію від станції «Етнікі-Аміна» до «Діетніс Аероліменас Афінон». Відкриття цієї гілки відбувалося в три етапи: спочатку 24 липня було відкрито ділянку до станції «Халандрі», за чотири дні, 28 липня, лінію було продовжено до станції «Дукіссіс-Плакентіас». 30 липня було запущено рух поїздів метро лінією приміських поїздів Проастіакос до аеропорту та відкрито сполучну колію завдовжки 0,6 км. На момент відкриття на цій ділянці не працювала жодна проміжна станція, окрім вищезазначених, оскільки всі передбачені проєктом станції не були готові приймати поїзди метро.
Роботи з відкриття проміжних станцій тривали до 2010 року. Першими були відкриті для поїздів метро станції на лінії приміських поїздів до аеропорту. Ці станції мали непристосовані платформи, роботи з підвищення та подовження яких закінчилася в 2006 році: 10 липня поїзди метро почали зупинятися на станціях «Пеанія-Кандза» та «Коропі», а у вересні відкрилася станція «Палліні». Роботи з відкриття станцій на ділянці «Етнікі-Аміна» — «Халандрі» вимагали закриття руху на лінія, оскільки під станцію «Ая-Параскеві» не було зроблено заділу. Реалізація проєкту цих станцій розпочалася 16 березня 2007 року. Рух на лінії було припинено з 14 лютого 2009 року, а 2 вересня рух було відновлено з відкриттям станції «Номісматокопіо». 29 липня 2010 року було додано станцію «Холаргос», а 30 грудня було введено в експлуатацію станцію «Ая-Параскеві», останню з запланованих.
Паралельно тривало будівництво лінії в іншому напрямку — в західне передмістя Егалео, яке є одним з найменш розвинутих та найгірше забезпечених транспортним сполученням районів міста. В оригінальному проєкті було передбачено будівництво станції «Керамікос», однак її було згодом вилучено з проєкту через археологічні ризики. Роботи з прокладення тунелів були ускладнені через значну кількість археологічних знахідок, особливо в районі станції «Керамікос», та необхідність будівництва тунелів під річкою Кіфісос та автошляхом Ієра-Одос. 7 жовтня 2005 року було завершено прокладення тунелів. Відкриття станцій відбулося 26 травня 2007 року.
Наступною чергою було відкриття нового депо поблизу станції «Елеонас» та ділянки завдовжки 1,5 км до станції «Ая-Марина» (планувалася як «Хаїдарі»). Прокладання тунелів до станції «Ая-Марина» було завершене в жовтні 2008 року,  а станом на 2011 рік було практично завершено оздоблювальні роботи та облаштування інфраструктури. проте відкриття нової ділянки значно затрималося через корупційний скандал із компанією «Siemens» в Греції. Офіційне відкриття станції «Ая-Марина» відбулося лише 13 грудня 2013 року, і наступного дня станція була введена в експлуатацію.
| Рік             | Пускові об'єкти                                      | Довжина | Кількість станцій |
| --------------- | ---------------------------------------------------- | ------- | ----------------- |
| 28 січня 2000   | «Синтагма» — «Етнікі-Аміна»                          | 6,4 км  | 7                 |
| 22 квітня 2003  | «Синтагма» — «Монастиракі»                           | 1,4 км  | 1                 |
| 24 липня 2004   | «Етнікі-Аміна» — «Халандрі»                          | 4,2 км  | 1                 |
| 28 липня 2004   | «Халандрі» — «Дукіссіс-Плакентіас»                   | 0,9 км  | 1                 |
| 30 липня 2004   | «Дукіссіс-Плакентіас» — «Діетніс Аероліменас Афінон» | 21,2 км | 1                 |
| 10 липня 2006   | + «Пеанія-Кандза», «Коропі»                          | —       | 2                 |
| 20 вересня 2006 | + «Палліні»                                          | —       | 1                 |
| 26 травня 2007  | «Монастиракі» — «Егалео»                             | 4,3 км  | 3                 |
| 2 вересня 2009  | + «Номісматокопіо»                                   | —       | 1                 |
| 29 липня 2010   | + «Холаргос»                                         | —       | 1                 |
| 30 грудня 2010  | + «Ая-Параскеві»                                     | —       | 1                 |
| 14 грудня 2013  | «Егалео» — «Ая-Марина»                               | 1,4 км  | 1                 |

## Перспективи розвитку
Станом на 2014 рік ведуться роботи з продовження лінії на південь у Пірей. Ведеться будівництво ділянки від станції «Ая-Марина» до станції «Дімотіко Театро» в центрі Пірея. У 2008 році офіційно затверджено проєкт ділянки  завдовжки 7,6 кілометрів з 6 станціями, з пересадкою на лінію 1 (ІСАП) на станції «Пірей». 1 березня 2012 підписано контракт на будівництво з компанією Alstom, і в грудні 2012 року після завершення археологічних та підготовчих робіт розпочалося будівництво. Станом на вересень 2014 року готовність тунелів становить 22%. Відкриття ділянки заплановане на 2017 рік.
В подальших планах — продовження лінії далі на.

## Конструктивні особливості

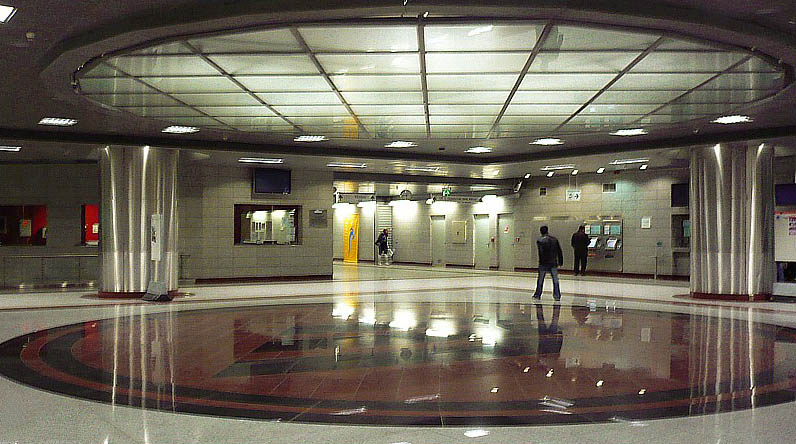
Вестибюль станції «Дукіссіс-Плакентіас»

Лінія є підземною на ділянці від станції «Егалео» до «Дукіссіс-Плакентіас». На ділянці від «Егалео» до «Катехакі» лінія є глибокого залягання, далі від «Етнікі-Аміна» всі станції мілкого залягання. Станція «Дукіссіс-Плакентіас» розташована практично на рівні землі, а вся ділянка від «Дукіссіс-Плакентіас» до «Діетніс Аероліменас Афінон» є наземною і проходить уздовж автошляху. Кінцева станція «Діетніс Аероліменас Афінон» розташована на естакаді. На станції «Дукіссіс-Плакентіас» поїзди змінюють систему живлення з 750В постійного струму за третьою рейкою (у бік «Егалео») на 25кВ змінного струму контактним проводом (у бік «Діетніс Аероліменас Афінон»).
Всі станції оснащені ескалаторами та ліфтами для неповносправних.
Архітектурно більшість станцій, збудованих у 2000 році, оздоблені однотипно, за винятком «Етнікі-Аміна» (єдина станція першої черги з острівною платформою). Решта станцій цієї черги мають бокові платформи завширшки 4,5 метри з однотонними стінами. На частині станцій розміщені твори сучасного мистецтва, найвідомішими з яких є неонна композиція Стефана Антонакоса «Procession» на «Абелокіпі» та скульптура Chryssa «Mott Street» на «Евангелісмос». На центральних станціях (зокрема, «Синтагма» та «Монастиракі») виставлені археологічні знахідки, які було знайдено при їх будівництві.
Станції, відкриті після 2000 року, мають відмінний дизайн. «Монастиракі» має острівну платформу. На ділянці від «Етнікі-Аміна» до «Дукіссіс-Плакентіас» всі станції мають широкі берегові платформи, оздоблені в стилі хай-тек з використанням металічних елементів. Наземні станції лінії мають острівні платформи. На новій ділянці від «Монастиракі» до «Егалео» всі станції виконані в різних стилях; «Егалео» має острівну платформу, а решта — берегові.

## Депо та рухомий склад

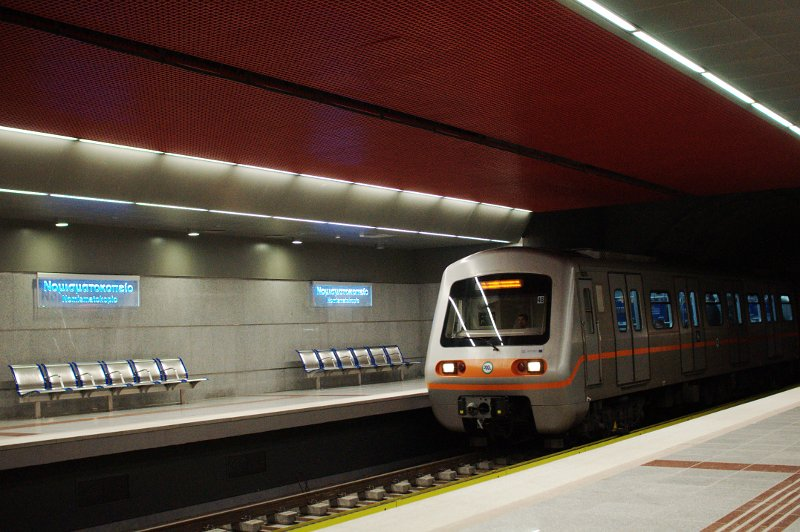
Потяг другої поставки на станції «Номісматокопіо»

Лінія обслуговується депо «Дукіссіс-Плакентіас» поблизу однойменної станції, а також частково депо «Сеполія» з лінії 2. Завершується будівництво другого депо на лінії, яке буде розташоване поблизу станції «Елеонас» та позбавить від необхідності використовувати депо «Сеполія». Лінію обслуговують 12 шестивагонних потягів виробництва Alstom-Siemens-ADtranz, які працюють в Афінах з 2000 року і здатні розвивати швидкість до 80 км/год, а також 21 потяг виробництва Hanwa-Rotem-Mitsubishi 2004 року постачання. 7 потягів другої поставки обладнані системою, яка дозволяє змінювати живлення з 750В постійного струму на 25кВ змінного струму.

## Галерея зображень

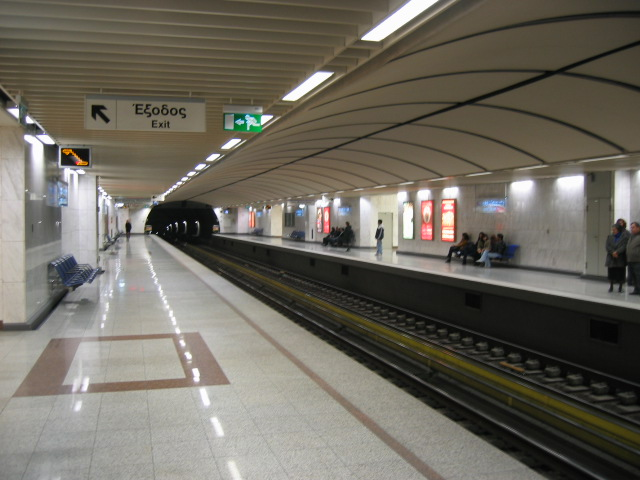
Типова станція першої черги — «Мегаро-Мусікіс»
Скульптура «Mott Street» на станції «Евангелісмос»
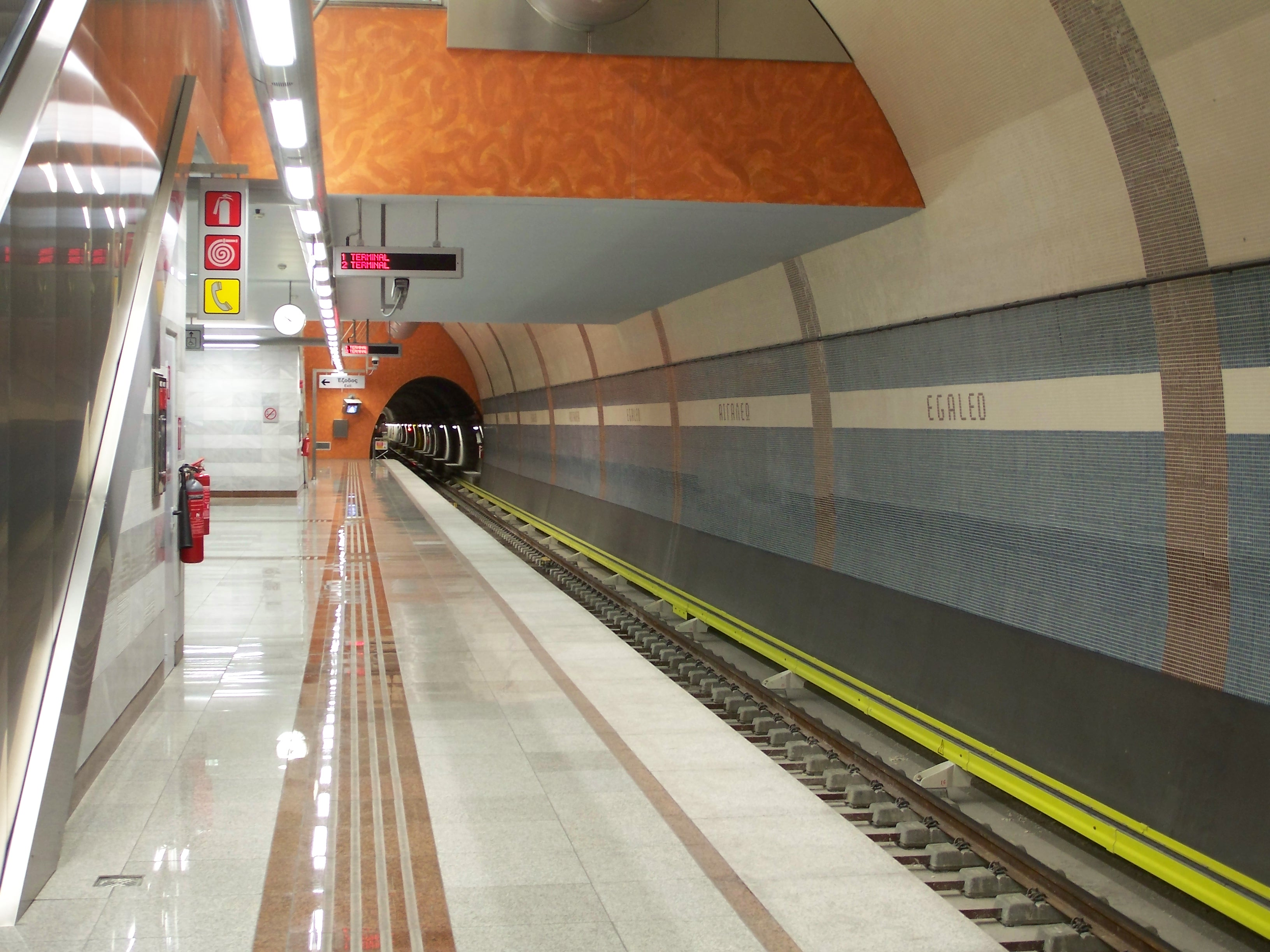
Платформа станції «Егалео» (2007)
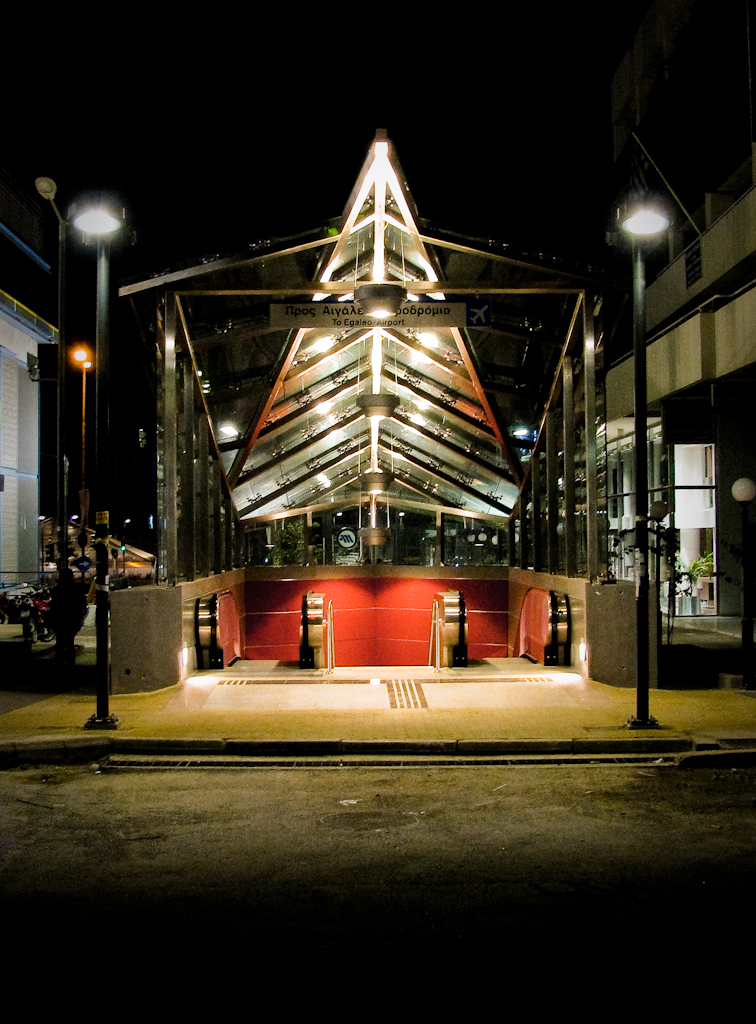
Вхід на станцію «Номісматокопіо» (2009)